# White Trash Beautiful
A White Trash Beautiful Everlast amerikai rapper negyedik albuma, 2004-ben jelent meg.
A blues stílus érvényesül a legjobban a White Trash Beautiful-on, és az eddigieknél is kevesebb rap hallható. Az album kissé egyhangú – ehhez az is hozzájárult, hogy nincs vendégközreműködő a lemezen –, de kiemelkedő számok is szerepelnek az albumon: a címadó White Trash Beautiful, Blinded By The Sun, Lonely Road, Maybe.

## A számok listája
1. Blinded By The Sun

2. Broken

3. White Trash Beautiful

4. Sleepin' Alone

5. The Warning 

6. Angel

7. This Kind Of Lonely 

8. Soul Music

9. God Wanna

10. Lonely Road

11. Sad Girl

12. Ticking Away

13. Pain

14. 2 Pieces Of Drama

15. Maybe
Everlast további albumai:
- Eat at Whitey’s (2000)
- Whitey Ford Sings The Blues (1998)
- Forever Everlasting (1990)